# جرير منصور
جرير منصور (1954 - 7 فبراير 2022)، ممثلٌ سينمائي مصري، وبطل أفريقيا في رياضة السباحة. بدأ نشاطه الفني في نهاية السبعينيات من القرن العشرين، حيث أدى أدوارًا مُساعدة، كان معظمها دور العميل الأجنبي أو رجل المافيا أو المُهرب، ومن أشهر أعماله فيلم رجب فوق صفيح ساخن مع عادل إمام.
كان جرير منصور بطل مصر وأفريقيا في السباحة وهو من أسرة رياضية وحاصل على الحزام الأسود في الجودو، كما احترف الملاكمة في الولايات المتحدة لمدة عامين. كان أيضًا فنانًا تشكيليًا، حيث أقام عدة معارض كما قدم رسومات لكبار الفنادق بشرم الشيخ والغردقة.

## وفاته
توفي يوم الإثنين 7 فبراير 2022 ميلاديًا الموافق 6 رجب 1443 هجريًا، عن عمرٍ ناهز 68 عامًا، وجاءت وفاته متأثرًا بإصابته بفيروس كورونا 2019.

## من أعماله

### أفلام
- أسياد وعبيد (1978)
- رجب فوق صفيح ساخن (1978)
- الإنسان يعيش مرة واحدة (1981)
- انتحار صاحب الشقة (1986)
- أمير الظلام (2002)
- ورقة شفرة (2008)
- دكتور سيلكون (2009)
- مش مهم العنوان (2010)
- الهرم الرابع (2016)

### مسلسلات
- كلام نسوان (2009)
- أزمة سكر (2010)
- أغلى من حياتي (2010)
- امرأة في ورطة (2010)
- الصفعة (2012)
- المرافعة (2014)
- رحيم (2018)

## وصلات خارجية
- جرير منصور على موقع IMDb (الإنجليزية)
- جرير منصور على موقع الدهليز
- جرير منصور على موقع قاعدة بيانات الأفلام العربية